# Маяк Лонг-Эдди-Пойнт
Маяк Лонг-Эдди-Пойнт (англ. Long Eddy Point Lighthouse), также известный как Свисток (англ. The Whistle), — маяк, расположенный на севере острова Гран-Манан на мысе Лонг-Эдди-Пойнт, графство Шарлотт, провинция Нью-Брансуик, Канада. Построен в 1879 году. Автоматизирован в 1989 году.

## История
К северу от острова Гран-Манан проходят торговые пути в залив Фанди — основной водный путь в провинцию Нью-Брансуик. Правительство Нью-Брансуика в 1874 выделило средство на строительство противотуманного сигнала на месте будущего маяка. 1 июля 1874 года он был введён в эксплуатацию, он издавал свистящий звук, за что и получил прозвище «Свисток». Помимо здания противотуманного сигнала был построен и дом смотрителя. Стоимость строительства составила 8 318,43 канадских доллара. Для снабжения станции была построена пристань, соединенная с ней железной дорогой с вагонеткой. После тридцати лет эксплуатации изначальное здание противотуманной сигнализации потребовало капитального ремонта. Вместо него было построено новое прямоугольное деревянное здание, выкрашенное в белый цвет с красной крышей. 15 января 1905 он был снова введён в эксплуатацию. В 1948 году был построен новый дом смотрителя. В 1966 по тому же проекту, что и маяк Лонг-Пойнт, было построено новое здание, совместившее в себе противотуманный сигнал и маяк, который был расположен в квадратной башне, построенной на углу одноэтажного бетонного здания противотуманной сигнализации. В 1989 канадская береговая охрана автоматизировала маяк.
В 2017 году маяк Лонг-Эдди-Пойнт был внесен в список зданий федерального наследия Канады в соответствии с Законом о защите исторических маяков.